# Торбарски мравојед
Торбарски мравојед, нумбат, валпурти или пругасти мравојед (Myrmecobius fasciatus) је врста сисара торбара из реда Dasyuromorphia и моногереничне породице Myrmecobiidae. Храни се скоро искључиво термитима. Некада је био распрострањен по целој Јужној Аустралији, данас међутим, он је угрожена врста, а његов ареал је ограничен на мали број изолованих подручја.

## Распрострањеност
Торбарски мравојед је био широко распрострањена врста, насељавао је подручја јужне Аустралије од Западне Аустралије до северозападних делова Новог Јужног Велса. Распрострањеност врсте је значајно смањена након насељавања Енглеза у Аустралију и сведена је на два мала изолована подручја у Западној Аустралији. Последњих година је успешно реинтродукована у мањи број ограђених резервата природе, од којих су неки изван Западне Аустралије у Јужној Аустралији и Новом Јужном Велсу.

## Станиште
Данас су станиште врсте само еукалиптусове шуме, што у прошлости није био случај. Торбарски мравојед је био присутан и у другим типовима полусушних шума, на травњацима на којима расту врсте траве из рода Triodia и на теренима у којима преовладавају пешчане дине.

## Угроженост
Торбарски мравојед је угрожена врста.

### Популациони тренд
Популација ове врсте се смањује, судећи по расположивим подацима.